# 李菊
李菊（1976年1月22日—），江苏南通人，中国女子乒乓球运动员，曾获得悉尼奧運冠軍及多次世界冠军。

## 技术特点
李菊右手横握球拍弧圈结合快攻打法；正反手均能拉弧圈球，而且有高质量的旋转和速度。

## 运动生涯
李菊7岁开始练乒乓球，1986年进少体校，1990年进江苏省队，1991年入选国家青年队，1992年入选国家队。1997年邓亚萍等老队员从国家队退役后，李菊与王楠、杨影等人逐步成为中国女队主力队员。李菊曾是王楠之下最好女子单打选手，但球员生涯鲜有战胜王楠的纪录。2000年悉尼奥运会，李菊先与王楠合作，战胜隊友孙晋/杨影夺得女双冠军，其后又在女单决赛与王楠会师，虽然一度2：1领先，但最终被王楠逆转。2001年，李菊因身体原因退役，一年后复出重返国家队，争取雅典奥运会的参赛资格，可惜未能如愿。
2004年，李菊离开国家队。2005年十运会后，李菊正式挂拍退役。退役后的李菊定居于上海，从事商业活动。

## 运动成绩
- - 1996年 第13届亚洲杯女团冠军、女单亚军
  - 1997年 第44届世乒赛女团冠军，女双亚军（与王楠）、女单第三名[1]，世界杯女单亚军，澳大利亚公开赛女单、女双亚军（与王晨），中国大奖赛女单冠军、女双第三名（与王楠），国际乒联职业巡回赛总决赛女单冠军，八运会女团冠军、女双亚军（与邬娜）
  - 1998年 爱立信中国乒乓球擂台赛女子总擂主，中国乒乓球明星赛女双冠军（与王楠），日本公开赛女单、女双冠军（与王楠），第14届亚锦赛女团、女单冠军，第13届亚运会女团、女双冠军（与王楠）、女单亚军
  - 1999年 国际乒联职业巡回赛总决赛女双冠军（与王楠），爱立信中国乒乓球擂台赛决赛女单冠军，亚洲十二强女子精英赛女单亚军，第45届世乒赛女双冠军
  - 2000年 悉尼奥运会女双冠军，女单亚军，第45届世乒赛女团冠军，日本公开赛女单亚军
  - 2001年 第46届世乒赛女团、女双冠军，女子世界俱乐部团体冠军
  - 2003年 第47届世乒赛女单、女双四强
  - 2003年 与白杨搭档获中国大奖赛双打冠军

## 家庭
2014年5月25日，38岁的李菊在家乡江苏南通大饭店举行婚礼。李菊的老公刘先生是北京投资公司的一名投资人。